# L'Amérique de plain-pied (émission de télévision)
L'Amérique de plain-pied (en russe : Одноэтажная Америка) est une série documentaire en seize épisodes, carnet de voyage américain directement inspiré du roman du même nom des deux auteurs Ilf et Petrov. Le documentaire est réalisé par l'équipe de tournage de Vladimir Pozner, présenté par ce dernier en compagnie d'Ivan Ourgant. L'essentiel du tournage a lieu à l'été 2006, la séquence d'adieu est filmée en novembre 2006 à New York. Le documentaire est diffusé du 11 février au 26 mai 2008 sur la Première chaine. L'émission est disponible en DVD.

## Sujet
L'Amérique de plain-pied, titre directement repris du célèbre roman des deux auteurs satiriques Ilf et Petrov, envoyés aux États-Unis en pleine Grande Dépression à la suite du krach boursier de 1929, est l'occasion pour les deux présentateurs vedette, Vladimir Pozner et Ivan Ourgant, de refaire le voyage sur les traces de leurs illustres prédécesseurs, là encore, quelques années avant une tourmente boursière.
Chaque épisode de L'Amérique de plain-pied retranscrit des fragments du voyage de 60 jours effectué par les deux présentateurs, accompagnés de leur guide le journaliste Brian Kahn. Ils parcourent ainsi 17 000 kilomètres de route, d'Est en Ouest, aller et retour. Ils traversent 25 états, visitent 50 villes parmi lesquelles New York, Cleveland, Détroit, Chicago, Peoria, Gallup, Santa Fé, Colorado Springs, un détour au Grand Canyon avant de rejoindre Las Vegas, San Francisco, Los Angeles, El Paso, Houston, La Nouvelle-Orléans, Memphis, Washington puis de retour à New York. C'est l'occasion d'obtenir la parole d'américains, simples citoyens ou célébrités.
En général, chaque épisode présente une ou plusieurs villes, les attractions locales, les modes de vie qui y sont attachés. Les trois journalistes entrent dans l'intimité des personnes croisées, les invitant à s'exprimer sur divers thèmes, le mode de vie d'un américain moyen, son point de vue sur la vie, la culture, l'histoire et la politique du pays. Ceci afin de dresser un portrait le plus objectif possible du pays, présentant ses qualités et ses défauts, et obtenir un regard croisé critique entre la société américaine du début du XXIe siècle et celle d'Ilf et Petrov (au travers de photos prises à 70 ans d'écart), ou, entre le mode de vie américain et le modèle de société soviétique ou russe.

## Concept de l'émission et principale question
La tâche principale et le concept de l'émission sont de présenter l'Amérique contemporaine, à ses propres concitoyens et au spectateur russe.
La question qui revient invariablement est : "Les américains croient-ils encore au «Rêve américain»?" ou "Le «Rêve américain» existe-t-il encore?"

## Présentateurs
- Vladimir Pozner, journaliste russe
- Ivan Ourgant, journaliste et acteur russe
- Brian Kahn, écrivain américain, homme public et journaliste de radio

Au commencement de la pérégrination les rôles se sont ainsi symboliquement distribués: Vladimir Pozner dans celui d'Ilf, Ivan Ourgant dans celui de Petrov, Brian Kahn dans celui de Mr. et Mrs. Adams, guides des deux premiers voyageurs "au pays du coca-cola", comme on l'appelait alors.

## Diffusion
Le premier reportage est diffusé le 11 février 2008 sur la Première chaine, programmé à 22h30. Les émissions deux à cinq passeront à 23h30, les suivantes à 23h50. La programmation est hebdomadaire jusqu'au 26 mai. Les trois derniers épisodes seront diffusés avec 10 minutes de retard, soit aux environs de minuit.

### Programmation
| n° | Date de programmation | Où                                                         | Sujet |
| -- | --------------------- | ---------------------------------------------------------- | --- |
| 01 | 11 février 2008       | New York                                                   | arrivée aux USA |
| 02 | 18 février 2008       | Beacon, État de New York Cleveland, Ohio                   | l'hôpital de Cleveland, la protection sociale aux États-Unis                                                                                       |
| 03 | 26 février 2008       | Détroit, Michigan                                          | l'usine Ford, les émigrants et l'automobile. Rencontre avec les musulmans américains de Dearborn et interview du Grand Ayatollah Abdul Latif Berry |
| 04 | 3 mars 2008           | Chicago, Illinois                                          | Al Capone, Eliot Ness, gratte-ciel, vie saine et problèmes d'obésité, NAAFA                                                                        |
| 05 | 11 mars 2008          | La route 66 Peoria, Illinois Oklahoma City                 | l'académie des patrouilleurs de la route de l'Oklahoma                                                                                             |
| 06 | 17 mars 2008          | Gallup, Nouveau-Mexique                                    | les conditions de vie des Indiens d'Amérique |
| 07 | 24 mars 2008          | Santa Fé Colorado Springs, Colorado Grand Canyon (Arizona) | un vrai chapeau de cowboy, le service dans les forces armées, United States Air Force Academy, le Grand Canyon                                     |
| 08 | 31 mars 2008          | Las Vegas, Nevada                                          | l'industrie du jeu aux États-Unis. Interview d'Oscar Goodman, maire de Las Vegas                                                                   |
| 09 | 7 avril 2008          | Los Angeles                                                | le cinéma américain. Entretiens avec Milla Jovovich, Mira Sorvino et Michael York                                                                  |
| 10 | 14 avril 2008         | Sun City, Arizona El Paso, Texas                           | les retraités, les agriculteurs, et les armes. La National Rifle Association of America                                                            |
| 11 | 21 avril 2008         | San Francisco la Silicon Valley                            | les entrepreneurs russes à la Silicon Valley |
| 12 | 28 avril 2008         | La Nouvelle-Orléans, Louisiane Eunice                      | la Nouvelle-Orléans avant et après l'ouragan Katrina                                                                                               |
| 13 | 4 mai 2008            | la prison Angola, Louisiane                                | prisons et détenus aux USA |
| 14 | 12 mai 2008           | Memphis, Tennessee Norfolk, Virginie                       | l'hôpital pour enfants et centre de recherche Saint-Jude, la base navale de Norfolk                                                                |
| 15 | 19 mai 2008           | Washington (district de Columbia)                          | Que signifie «être américain»? La population afro-américaine et le racisme                                                                         |
| 16 | 26 mai 2008           | New York                                                   | les fêtes américaines et l'école où a étudié Vladimir Pozner                                                                                       |

## Livre
L'émission a donné lieu à la parution d'un livre, aussi intitulé L'Amérique de plain-pied.

## Faits intéressants
- Vladimir Pozner a d'abord souhaité que son compagnon de voyage soit le journaliste Léonid Parfionov, mais, rédacteur en chef de l'édition russe du magazine Newsweek, il n'a pu se libérer. C'est ensuite Nikolaï Fomenko qui décline l'invitation, également très occupé. Ivan Ourgant assure alors la coprésentation du documentaire.
- Le premier voyage entre les États-Unis et l'Union soviétique date de 1924, lorsque le metteur en scène et théoricien Lev Koulechov réalise Les Aventures extraordinaires de Mr West au pays des bolcheviks. Une décennie après, Ilf et Petrov décident aussi de sillonner les États-Unis, comme Mr. West l'URSS. 70 ans plus tard c'est au tour de Vladimir Pozner et Ivan Ourgant d'effectuer la traversée.
- La série inclut des interviews de Bill Gates, Phil Donahue, Milla Jovovich, Michael York, Mira Sorvino, Ted Turner.
- En septembre 2010, à l'occasion de l'année croisée France-Russie, est diffusé le projet similaire Tour de France, toujours présenté par Vladimir Pozner et Ivan Ourgant. Un troisième volet, intitulé Leur Italie, dédié cette fois à la culture italienne, est diffusé sur la Première chaine le 1er juillet 2012.